# TH-495
TH-495 — бойова машина піхоти, яку запропонувала німецька компанія Thyssen-Henschel для країн НАТО, але передусім її передавали Збройним силам Канади та тодішньому уряду Брайана Малруні в 1990-х роках. Хоча TH-495 була розроблена у Німеччині, але вироблялася новоствореною канадською філією Thyssen-Henschel під назвою Bear Head Industries Limited у Кейп-Бретоні, Нова Шотландія.  Ця пропозиція була скасована майбутнім урядом Жана Кретьєна, який натомість вирішив придбати LAV III у GM Defense.
Процес лобіювання цього автомобіля Карлгайнцем Шрайбером і залучення Малруні призвели до публічного розслідування Комісії Оліфанта.

## Історія створення
Розробки БМП почалися наприкінці 1980-х років, німецькою компанією Thyssen-Henschel (яка пізніше увійшла в Rheinmetall ), в ініціативному порядку. Машина створювалася під вимогу про транспортування літаками C-130. У ході робіт велика увага приділялася ергономіці роботи екіпажу, зниженню теплової та інфрачервоної помітності машин. Перший прототип був зібраний у 1992 році та представлений на випробування. Окрім БМП передбачалося створити ціле сімейство бойових машин, виконаних на загальному шасі: зенітну, протитанкову, санітарно-евакуаційну, командно-штабну, розвідувальну машини, легкий танк зі 105-мм гарматою та БТР.

## Опис конструкції
Корпус TH-495 зварений із сталевих броньових листів. Поверх основного бронювання встановлюється додаткове - секційне, що разом утворює рознесену конструкцію. Секції додаткового бронювання легко замінюються.
На зразок встановлювалася башта HITFIST-25, розроблена італійською компанією «ОТО Melara» для БМП VCC-80 «Дардо». Також передбачається встановлювати 30-мм автоматичну гармату "Маузер" MM30. Ходова частина включає по 6 двосхилих гумових опорних і 3 підтримуючі ковзанки на борт, передні ведучі та задні напрямні колеса, торсіонну підвіску з гідравлічними амортизаторами та нові гусениці компанії «Діль» з РМШ паралельного типу та знімними асфальтохідними черевиками.

## Озброєння
Озброєння складає 25-мм швидкострільна гармата « Ерлікон » або 30-мм гармата « Маузер » MM30 та спарений 7,62-мм кулемет MG3. Машина обладнана блоками по 4 димових гранатометах, денними та нічними прицілами, цифровою СКВ, відеотрансляційною системою десантного відділення, в якій TV-камери встановлені на бортах корпусу, а монітори всередині машини, системою захисту від ЗМП та придушення вибуху палива, також під час робіт значні зусилля були витрачені зниження теплової і інфрачервоної помітності машин і виконання ергономічних вимог.

## Варіанти
- Командно-штабна машина (CPV)
- Бронетранспортер (ISC)
- Бойова інженерна машина (CEV)
- Бойова розвідувальна машина (OPV)
- TOW Under Armour (TUA)
- Протитанкова система ППО (ADATS)
- Броньована машина швидкої допомоги (AA)
- Логістичний транспорт